# Cometes bicolor
Cometes bicolor là một loài bọ cánh cứng trong họ Cerambycidae.